# 에마 릭비
에마 릭비(Emma Rigby, 1989년 9월 26일 ~ )는 잉글랜드의 배우, 모델이다.

## 출연 작품
- 폭력의 근원 (2017)
- 마더, 메이 아이 슬립 위드 댄저? (2016)
- 100 스트리츠 (2016)
- 플라스틱 (2014)
- 엔들리스 러브 (2014)
- 피지션 (2013)
- 아날로그 러브 (2011)